# Јелена Гавриловић
Јелена Гавриловић (Београд, 18. јануар 1983) српска је филмска, телевизијска, гласовна и позоришна глумица.

## Биографија
Јелена Гавриловић је рођена 18. јануара 1983. године у Београду . Основну школу и гимназију је завршила у Лазаревцу. Глумом и певањем је почела да се бави још од ђачких дана. По завршетку треће године Гимназије у Лазаревцу уписала је глуму на Академији уметности у Новом Саду. Дипломирала је 2005. године у класи Виде Огњеновић и Љубослава Мајере.
Прву позоришну улогу одиграла је представи Сновиђење лазаревачког Пулс театра. За време и након завршетка студија играла је у Српском народном позоришту у Новом Саду у представи „Шибање” постављеној 2004. године.
Игра у Позоришту на Теразијама и Атељеу 212 у мјузиклима Брилијантин и Коса.
Поред улога у позоришту остварила је запажене улоге и у филмовима и телевизијским серијама.
Дебитантску улогу имала је у филму На лепом плавом Дунаву Дарка Бајића, за коју је добила награду на фестивалу Филмски сусрети у Нишу.
Препознатљива је по једној од главних улога у филму Српски филм Срђана Спасојевића.
Позајмила је глас Елси у српској синхронизацији популарног Дизнијевог анимираног филма Залеђено краљевство из 2013. године, а њена изведба песме "Сад је крај" из истог филма је једна од 25 светски најбољих. Синхронизацију је радила за студије Лаудворкс, Моби, Вочаут, Голд диги нет, Призор, Аудио Визард M&D, Ливада Београд, као и за дечију телевизију Хепи.
Учествовала је и освојила четврто место другој сезони шоу програма Твоје лице звучи познато.

## Филмографија
| Год.       | Назив                                   | Улога                                     |
| ---------- | --------------------------------------- | ----------------------------------------- |
| 2007.      | Принц од папира                         | Прва девојка поред џипа                   |
| 2008.      | На лепом плавом Дунаву                  | Нина                                      |
| 2008.      | Улица липа                              | Ирена                                     |
| 2008.      | Последња аудијенција                    | Олга Јанчевецка                           |
| 2009.      |                                         | Наташа                                    |
| 2009.      | Све поруке су избрисане                 |                                           |
| 2009.      | Панонски самурај                        |                                           |
| 2010.      | Српски филм                             | Марија                                    |
| 2010.      | Мирис кише на Балкану                   | Ели                                       |
| 2010.      |                                         | Мандарина                                 |
| 2011.      |                                         | Грусхенка                                 |
| 2011.      | Златна левица - прича о Радивоју Кораћу | Радивојева девојка                        |
| 2011.      | Жене са Дедиња                          | Стјуардеса Бјанка                         |
| 2013.      |                                         | Фолк звезда                               |
| 2013.      | Од границе                              | Девојка у тоалету                         |
| 2014.      | Одељење                                 |                                           |
| 2014.      | Сутра                                   | Лена                                      |
| 2014.      |                                         | Елиза                                     |
| 2015.      | Црно-бијели свијет                      | Слађана Милошевић                         |
| 2015–2016. | Синђелићи                               | Виолета Копицл                            |
| 2015.      | Смрдљива бајка                          | Девојка                                   |
| 2015.      | Луд, збуњен, нормалан                   | Милица Милица                             |
| 2015.      |                                         | Ајша                                      |
| 2015.      | Студио 4                                |                                           |
| 2016.      |                                         | Светлана                                  |
| 2016.      | Браћа по бабине линије                  | Зирка                                     |
| 2016–2017. | Село гори, а баба се чешља              | Зирка                                     |
| 2017.      | Комшије                                 | Кристина Мићевић Тулић Ковачевић          |
| 2017–2019. | Истине и лажи                           | Татјана Тања Миленковић/Анастасија Бенчић |
| 2018.      | Убице мог оца                           | Христина Пајовић                          |
| 2018.      | Немањићи - рађање краљевине             | Евдокија Анђел                            |
| 2018.      | Балада о Пишоњи и Жуги                  | Амила                                     |
| 2019–      | Предстража                              | Сана                                      |
| 2021.      | Време зла                               | певачица Пола                             |
| 2021.      | Радио Милева                            | Звездана                                  |
| 2021.      | Бранилац                                | Ковинка Зарић                             |
| 2021.      | Дођи јуче                               | Мона Ферари                               |
| 2022-2023. | Од јутра до сутра                       | Анђелка Крстић                            |
| 2022.      | Орловско гњездо                         | Каца                                      |
| 2022.      | Балада о Пишоњи и Жуги                  | Амила                                     |

## Улоге у позоришту
| Година | Назив            | Улога    | Позориште                    |
| ------ | ---------------- | -------- | ---------------------------- |
| 2000.  | Сновиђење        | Вила     | Пулс театар                  |
| 2002.  | Циркус из шешира | Фифи     | Пулс театар                  |
| 2003.  | Челик            | Милена   |                              |
| 2004.  | Феникс           | Дото     |                              |
| 2004.  | Шибање           | Мадмазел | Српско народно позориште     |
| 2005.  | Пластелин        |          |                              |
| 2006.  | Три сестре       |          | Народно позориште у Београду |
| 2007.  | Јадници          |          | Мадленијанум                 |
| 2009.  | Брилијантин      | Марти    | Позориште на Теразијама      |
| 2010.  | Коса             | Шила     | Атеље 212                    |
| 2010.  | Јавна личност    |          | Звездара театар              |

## Улоге у синхронизацијама
| Година | Назив                              | Улога                            |
| ------ | ---------------------------------- | -------------------------------- |
| 2007.  | Краљ шамана                        | Ана                              |
| 2010.  | Лењи град                          | Госпођа Врдалица (говор)         |
| 2012.  | Клуб истеривача монструма          | Сања                             |
| 2013.  | Дора истражује (Голд Диги Нет)     | Уводна шпица                     |
| 2013.  | Залеђено краљевство                | Елса                             |
| 2013.  | Ај Карли                           | Кортни Шол, Тина                 |
| 2013.  | Биг тајм раш                       | Медисон Мишел, Миранда Косгрув   |
| 2013.  | Дора истражује                     | Уводна шпица                     |
| 2014.  | Авиони 2: Храбри ватрогасци        | Бранка                           |
| 2014.  | Град хероја                        | Хани Лемон                       |
| 2015.  | Залеђена журка                     | Елса                             |
| 2015.  | Тома Палчић и чаробно огледалце    |                                  |
| 2015.  | У мојој глави                      | Гађење                           |
| 2015.  | Хотел Трансилванија 2              |                                  |
| 2017.  | Тинејџ вештица                     | Меди Ван Пелт                    |
| 2017.  | Барби: Живот у кући снова          | Тереза, Ракел                    |
| 2017.  | Празник с Олафом                   | Елса                             |
| 2017.  | Ригл акедеми                       | Линг Линг (песма Један у милион) |
| 2017.  | Макс и Руби                        | додатни гласови                  |
| 2018.  | Невиђени 2                         | Карен / Војд                     |
| 2018.  | Петар Пан и магична књига Недођије | Звончица                         |
| 2018.  | Ралф растура интернет              | Шенк, Елса                       |
| 2019.  | Лола и Мила                        | Пчела Јела, Пчела краљица        |
| 2019.  | Садко: Авантура под морем          |                                  |
| 2019.  | Анимиране бајке света              | Хана, разни ликови               |
| 2019.  | Залеђено краљевство 2              | Елса                             |
| 2020.  | Тајна изгубљеног краљевства        | Бера                             |
| 2024.  | Било једном у студију              | Елса                             |
| 2024.  | У мојој глави 2                    | Гађење                           |
| 2024.  | Вајана 2                           | Матанги                          |